# Провулок Радищева (Мелітополь)
Провулок Радищева — провулок в Мелітополі на Юрівці. З'єднує вулицю Радищева з вулицею Айвазовського, забудований приватними будинками.

## Назва
Провулок названий на честь російського письменника Олександра Радищева.
Поруч з провулком знаходиться однойменна вулиця Радищева.

## Історія
Рішення про найменування провулка було прийнято 15 липня 1960 року.